# إدواردو جونزالو
إدواردو جونزالو (بالإسبانية: Eduard Gonzalo)‏ مواليد 25 أغسطس 1983 في ماتارو، إسبانيا، هو دراج إسباني في صنف سباق الدراجات على الطريق.

## روابط خارجية
- إدواردو جونزالو على موقع الاتحاد الدولي للدراجات (الإنجليزية)
- إدواردو جونزالو على موقع أرشيف الدراجات (الإنجليزية)
- إدواردو جونزالو على موقع إحصائيات الدراجات الإحترافية (الإنجليزية)
- إدواردو جونزالو على موقع نسبة الدراجات (الإنجليزية)